# Conacul Vitez din Copăceni
Conacul Vitez (în maghiară Vitéz kúria) din Copăceni, județul Cluj, este înscris pe lista monumentelor istorice din județul Cluj elaborată de Ministerul Culturii și Patrimoniului Național din România în anul 2010 (cod LMI CJ-II-m-B-07575).

## Istoric
În 1548 Andrei Vitéz, cu soția sa Agneta Alkay au intrat în posesia satului Copăceni. Agneta Alkay descindea din familia Koppándi, fiind fiica lui Gergely Koppándi. Familia Vitéz a deținut mult timp satul Copăceni, deținând aici un conac fortificat impunător, cu bastioane și șanțuri care se puteau umple cu apă, distrus ulterior. 
Din 1733, odată cu stingerea ramurii bărbătești a familiei Vitéz, satul a intrat în proprietatea fiscului, dar în anul 1743 a revenit văduvei lui György Vitéz, Susana Korda, și fiicei sale. Pe urmă, satul a devenit proprietatea familiei Bánffy, pentru ca în 1889 să se afle în proprietatea contelui István Károlyi.
La începutul secolului al XIX-lea vechiul conac fortificat mai avea acoperiș și era locuibil. Din materialele sale s-a construit în apropiere conacul actual, considerat a fi nou în anul 1889, când Balázs Orbán își redacta binecunoscuta sa monografie dedicată Turzii și împrejurimilor sale. Se mai păstrau la data respectivă pivnițele vechi ale castelului și unul dintre bastioane, care prin anii 1860 fusese folosit ca magazie.